# Marco Borriello
Marco Borriello (Napoli, 18 giugno 1982) è un ex calciatore italiano, di ruolo attaccante, direttore sportivo dell'Ibiza.

## Biografia
È cresciuto nel quartiere napoletano di San Giovanni a Teduccio con la madre Margherita Esposito, dato che il padre Vittorio è stato ucciso dalla camorra.
Ha un fratello maggiore, Piergiorgio, e un fratello minore, Fabio, quest'ultimo calciatore che ha partecipato al reality Campioni: il sogno.

## Caratteristiche
Era un centravanti mancino dotato di grande dinamismo e forza fisica, ma anche di una buona tecnica individuale e senso del gol; era capace di fare reparto da solo giocando di sponda oppure tenendo palla per far salire i compagni.
Inizialmente schierato come esterno sinistro di centrocampo, venne trasformato in centravanti da Carlo Osellame.

## Carriera

### Club

#### Gli esordi
Cresciuto nelle giovanili del Milan, dove è arrivato all'età di quattordici anni, nel 2000 è stato ceduto in comproprietà al Treviso. A Treviso non è mai sceso in campo con la prima squadra ma solo con la formazione Primavera, con cui ha segnato 10 reti il primo anno e 13 in 12 gare il secondo.
Nel gennaio 2001 è passato in prestito alla Triestina, in Serie C2. Con la squadra alabardata ha segnato il primo gol tra i professionisti il 29 aprile 2001 contro il Novara e, dopo i play-off dove ha giocato tutte e quattro le partite segnando anche la rete del 2-0 nella finale di ritorno contro il Mestre, ha conquistato la promozione in Serie C1.
L'estate successiva è ritornato al Treviso con cui ha esordito in C1, disputando 27 partite e realizzando 10 reti, e ha raggiunto i play-off, dove ha disputato altre due gare.

#### Milan e prestiti
Nella stagione 2002-2003 il Milan ha riscattato dal Treviso la seconda metà del cartellino di Borriello che però, nonostante delle buone prestazioni nel precampionato, ha trovato poco spazio. È riuscito comunque a segnare il suo primo gol in maglia rossonera in partite ufficiali in una gara di Coppa Italia e a esordire in Champions League il 29 ottobre 2002 in Lens-Milan 2-1, subentrando a Ševčenko all'inizio del secondo tempo.
Il 27 gennaio è stato quindi ceduto in prestito all'Empoli, dove ha realizzato il suo primo gol in Serie A, unico quell'anno.
Tornato al Milan, è rimasto per tutto il campionato successivo nelle file rossonere, ma ancora all'ombra dei compagni più esperti. Per la stagione 2004-2005 è stato così ceduto in prestito alla Reggina, dove ha trovato continuità di gioco ma non è riuscito ancora a soddisfare le aspettative.
Nel campionato successivo è stato dato di nuovo in prestito, questa volta alla Sampdoria. A gennaio è passato nuovamente al Treviso, con i veneti retrocessi in B a fine stagione: nell'ultima giornata, con la formazione già certa della discesa tra i cadetti, realizza una doppietta all'Udinese.
Rientrato in rossonero, nel dicembre 2006 risulta positivo a due sostanze dopanti: prednisone e prednisolone (metaboliti del cortisone). Dichiaratosi inconsapevole dell'assunzione di tali sostanze, il calciatore chiede una controanalisi da cui la positività viene confermata. Il fatto comporta una squalifica di tre mesi, col ritorno in campo avvenuto il 19 maggio 2007.
Nell'estate 2007, è ceduto in comproprietà al Genoa per 2 milioni di euro. Il 26 settembre risulta decisivo per la vittoria contro l'Udinese (3-2), mettendo a segno nell'occasione la sua prima tripletta in A. Il 2 dicembre, disputa la centesima partita in massima serie festeggiando con il gol del pareggio contro il Torino. 6 settimane dopo, realizza una doppietta contro la Lazio che permette al Grifone di espugnare l'Olimpico - in versione biancoceleste - per la prima volta dopo quasi mezzo secolo. Le 19 reti in campionato contribuiscono alla salvezza dei liguri, valendogli anche la chiamata in Nazionale.
Terminata la stagione, nel maggio 2008 il Milan ne riscatta il cartellino per 7,5 milioni di euro oltre alla comproprietà del giovane Di Gennaro. La sua annata è però compromessa da diversi infortuni, ha impedito a Borriello di essere disponibile per l'inizio del campionato 2008-2009, che gli hanno impedito di scendere in campo con continuità.
Tornato a disposizione nella stagione 2009-2010 è subito stato schierato come titolare dal nuovo allenatore Leonardo nelle prime due partite di campionato contro Siena e Inter. Dopo essere stato fermo a causa di una lombalgia, è tornato a segnare il 31 ottobre 2009, a 13 mesi di distanza dall'ultimo gol realizzato, nella partita di campionato contro il Parma, nella quale ha messo a segno una doppietta su assist di Ronaldinho. Il 25 novembre 2009 ha segnato la prima rete in carriera in Champions League nella gara della 5ª giornata della fase a gironi contro l'Olympique Marsiglia a San Siro, finita poi 1-1, realizzando il gol del momentaneo vantaggio rossonero. A fine stagione è risultato, a pari merito con Ronaldinho, il miglior marcatore del Milan con 15 gol.

#### Roma e prestiti
Il 31 agosto 2010 è stato ceduto alla Roma in prestito gratuito con obbligo di riscatto fissato a 10 milioni di euro.
Ha esordito con la maglia giallorossa l'11 settembre 2010 nella partita persa per 5-1 contro il Cagliari allo Stadio Sant'Elia. La giornata successiva, nella partita Roma-Bologna (2-2), ha segnato il suo primo gol in giallorosso che ha dato il momentaneo 1-0 per la squadra della capitale.
Il 7 novembre 2010 ha giocato il suo primo derby capitolino vinto dalla Roma, segnando su rigore il primo dei due gol della squadra giallorossa. Il 6 gennaio 2011 nella gara contro il Catania ha segnato la sua prima doppietta in giallorosso. Ha concluso la sua prima stagione in giallorosso mettendo a segno in 46 partite ufficiali (34 in Serie A, 4 in Coppa Italia, 8 in Champions League) 17 reti (11 in Serie A, 2 in Coppa Italia e 4 in Champions League, suo record personale in competizioni UEFA per club). È inoltre stato l'unico attaccante giallorosso a segnare in tutte le tre competizioni stagionali disputate.
Il 22 giugno 2011 la Roma ha esercitato il diritto di riscatto, acquisendo il giocatore a titolo definitivo dal Milan per la cifra precedentemente pattuita di 10 milioni di euro.
Il 3 gennaio 2012, a fronte del riconoscimento di 500 000 euro, è stato ceduto alla Juventus in prestito con diritto di riscatto dell'intero cartellino in favore della società torinese fissato a 8 milioni di euro. La Roma ha anche corrisposto al giocatore un incentivo pari a 275 000 euro lordi per agevolarne il trasferimento. L'8 gennaio 2012, in occasione della gara di campionato Lecce-Juventus, è stato duramente contestato dai tifosi della Juventus a causa del presunto rifiuto, smentito dal giocatore, del trasferimento in bianconero nel mercato estivo del 2011.
Il 15 gennaio 2012 ha fatto il suo esordio in bianconero nel pareggio interno per 1-1 contro il Cagliari, subentrando a Mirko Vučinić all'81º minuto di gioco. Il 25 aprile 2012, dopo essere subentrato ad Alessandro Matri nel corso del secondo tempo, ha segnato il suo primo gol con la maglia bianconera contro il Cesena al 79º minuto, rete che ha determinato la vittoria della Juventus per 1-0 nei confronti della squadra romagnola; è anche la prima marcatura stagionale per Borriello, che non segnava da 11 mesi.
A fine stagione la Juventus ha deciso di non esercitare l'opzione per il riscatto, pertanto il giocatore ha fatto ritorno alla Roma, che il 31 agosto 2012 lo ha ceduto in prestito al Genoa. Il 23 settembre successivo ha segnato il suo primo gol dopo il ritorno in rossoblù, decidendo a favore dei liguri la sfida in trasferta contro la Lazio. Nel corso della stagione realizza due doppiette, una delle quali, nel 4-1 contro il Pescara, condanna la squadra abruzzese alla matematica retrocessione in Serie B.
Dopo essere ritornato nella capitale per la stagione 2013-2014, il 31 ottobre ha segnato la sua prima rete stagionale, realizzando il gol con cui la Roma ha battuto per 1-0 il Chievo; questa vittoria è stata la decima della squadra capitolina nelle prime 10 partite di campionato, record di vittorie consecutive in avvio di torneo per la Serie A.
Il 25 gennaio 2014 passa in prestito fino a fine stagione alla squadra inglese del West Ham per 700 000 euro, raccogliendo solo due presenze.

#### Ultimi anni
Tornato alla Roma, vi rimane fino all'inizio del 2015 senza giocare neanche una partita. Il 2 febbraio 2015 ritorna al Genoa a titolo definitivo. Gioca 8 partite senza segnare e il 30 giugno, scaduto il contratto, lascia definitivamente i grifoni.
Il 31 agosto 2015 il giocatore passa a titolo definitivo al neopromosso Carpi, poiché rimasto svincolato dopo l'esperienza rossoblù; vi rimane fino a gennaio 2016, realizzando 4 reti, prima di essere ceduto all'Atalanta con un contratto di sei mesi; segna 4 reti anche coi bergamaschi, e una volta terminato il campionato rimane svincolato.
Nell'agosto 2016 viene acquistato dal Cagliari con cui firma un contratto annuale - con 50.000 euro di bonus per ogni gol segnato - più un altro anno aggiuntivo in caso di salvezza. All’esordio segna 4 gol alla S.P.A.L. in Coppa Italia. Grazie a tale quaterna risulterà il cannoniere del torneo, alla pari del genoano Pandev e dello juventino Dybala. Il 23 aprile 2017 segna contro l'Udinese (poi vincitore per 2-1) la ventesima rete stagionale, battendo il suo primato personale di 19 centri stabilito col Grifone nel 2008.
Dopo una sola stagione in Sardegna, si trasferisce alla neopromossa SPAL. Il 27 agosto 2017, andando ancora a segno contro i friulani, eguaglia il record di Nicola Amoruso avendo segnato in massima serie per 12 squadre diverse. Sarà l’unico gol segnato in 15 apparizioni in maglia spallina; il 23 luglio 2018 viene annunciata la rescissione consensuale del contratto.
Il 30 agosto 2018 viene ingaggiato dall'UD Ibiza, club militante nella Segunda División B spagnola. Il 16 settembre seguente debutta nelle gare ufficiali, nel match perso contro il Badajoz. Il 30 gennaio 2019 annuncia, tramite il proprio profilo Instagram, di aver rescisso consensualmente il contratto con il club, concludendo l’esperienza spagnola con sole 7 presenze e nessuna rete a referto e annuncia il ritiro dal calcio giocato.

### Nazionale
Convocato in nazionale dal CT Roberto Donadoni, esordisce il 6 febbraio 2008, a 25 anni, in occasione di un'amichevole vinta per 3-1 contro il Portogallo. Successivamente viene convocato per il campionato europeo 2008, nel quale tuttavia non viene mai impiegato.
Rientra nel giro azzurro dopo il ritorno alla guida della nazionale di Marcello Lippi, senza però venire chiamato per il campionato del mondo del 2010. Scarsamente utilizzato da Cesare Prandelli, sostituto di Lippi sulla panchina azzurra, abbandona la maglia azzurra dopo il 2011.

### Direttore sportivo
Dopo il ritiro rimane in Spagna nella doppia veste di ambasciatore e di direttore sportivo dell'Ibiza.

## Statistiche
Tra club, nazionale maggiore Borriello ha giocato globalmente 452 partite, segnando 127 reti, alla media di 0,28 gol a partita.

### Presenze e reti nei club
| Stagione        | Squadra         | Campionato      | Campionato | Campionato | Coppe nazionali | Coppe nazionali | Coppe nazionali | Coppe continentali | Coppe continentali | Coppe continentali | Altre coppe | Altre coppe | Altre coppe | Totale | Totale |
| Stagione        | Squadra         | Comp            | Pres       | Reti       | Comp            | Pres            | Reti            | Comp               | Pres               | Reti               | Comp        | Pres        | Reti        | Pres   | Reti   |
| --------------- | --------------- | --------------- | ---------- | ---------- | --------------- | --------------- | --------------- | ------------------ | ------------------ | ------------------ | ----------- | ----------- | ----------- | ------ | ------ |
| 2000-gen. 2001  | Treviso         | B               | 0          | 0          | CI              | 0               | 0               | -                  | -                  | -                  | -           | -           | -           | 0      | 0      |
| gen.-giu. 2001  | Triestina       | C2              | 9+4        | 1+1        | CI-C            | 0               | 0               | -                  | -                  | -                  | -           | -           | -           | 13     | 2      |
| 2001-2002       | Treviso         | C1              | 27+2       | 10+0       | CI+CI-C         | 3+1             | 1+1             | -                  | -                  | -                  | -           | -           | -           | 33     | 12     |
| 2002-gen. 2003  | Milan           | A               | 3          | 0          | CI              | 2               | 1               | UCL                | 1                  | 0                  | -           | -           | -           | 6      | 1      |
| gen.-giu. 2003  | Empoli          | A               | 12         | 1          | CI              | 0               | 0               | -                  | -                  | -                  | -           | -           | -           | 12     | 1      |
| 2003-2004       | Milan           | A               | 4          | 0          | CI              | 6               | 0               | UCL                | 1                  | 0                  | SI+SU+Int   | 0           | 0           | 11     | 0      |
| 2004-2005       | Reggina         | A               | 30         | 2          | CI              | 2               | 1               | -                  | -                  | -                  | -           | -           | -           | 32     | 3      |
| 2005-gen. 2006  | Sampdoria       | A               | 11         | 2          | CI              | 1               | 0               | CU                 | 2                  | 0                  | -           | -           | -           | 14     | 2      |
| gen.-giu. 2006  | Treviso         | A               | 20         | 5          | CI              | 0               | 0               | -                  | -                  | -                  | -           | -           | -           | 20     | 5      |
| Totale Treviso  | Totale Treviso  | Totale Treviso  | 49         | 15         |                 | 4               | 2               |                    | -                  | -                  |             | -           | -           | 53     | 17     |
| 2006-2007       | Milan           | A               | 9          | 1          | CI              | 2               | 2               | UCL                | 3                  | 0                  | -           | -           | -           | 14     | 3      |
| 2007-2008       | Genoa           | A               | 35         | 19         | CI              | 2               | 0               | -                  | -                  | -                  | -           | -           | -           | 37     | 19     |
| 2008-2009       | Milan           | A               | 7          | 1          | CI              | 0               | 0               | CU                 | 1                  | 1                  | -           | -           | -           | 8      | 2      |
| 2009-2010       | A               | 29              | 14         | CI         | 1               | 0               | UCL             | 5                  | 1                  | -                  | -           | -           | 35          | 15     |        |
| ago. 2010       | A               | 1               | 0          | CI         | 0               | 0               | UCL             | 0                  | 0                  | -                  | -           | -           | 1           | 0      |        |
| Totale Milan    | Totale Milan    | Totale Milan    | 53         | 16         |                 | 11              | 3               |                    | 11                 | 2                  |             | 0           | 0           | 75     | 21     |
| 2010-2011       | Roma            | A               | 34         | 11         | CI              | 4               | 2               | UCL                | 8                  | 4                  | -           | -           | -           | 46     | 17     |
| 2011-gen. 2012  | Roma            | A               | 7          | 0          | CI              | 0               | 0               | UEL                | 1                  | 0                  | -           | -           | -           | 8      | 0      |
| gen.-giu. 2012  | Juventus        | A               | 13         | 2          | CI              | 4               | 0               | -                  | -                  | -                  | -           | -           | -           | 17     | 2      |
| 2012-2013       | Genoa           | A               | 28         | 12         | CI              | 0               | 0               | -                  | -                  | -                  | -           | -           | -           | 28     | 12     |
| 2013-gen. 2014  | Roma            | A               | 11         | 1          | CI              | 0               | 0               | -                  | -                  | -                  | -           | -           | -           | 11     | 1      |
| gen.-giu. 2014  | West Ham        | PL              | 2          | 0          | FACup+CdL       | 0+0             | 0+0             | -                  | -                  | -                  | -           | -           | -           | 2      | 0      |
| 2014-gen. 2015  | Roma            | A               | 0          | 0          | CI              | 0               | 0               | UCL                | 0                  | 0                  | -           | -           | -           | 0      | 0      |
| Totale Roma     | Totale Roma     | Totale Roma     | 52         | 12         |                 | 4               | 2               |                    | 9                  | 4                  |             | -           | -           | 65     | 18     |
| gen.-giu. 2015  | Genoa           | A               | 8          | 0          | CI              | 0               | 0               | -                  | -                  | -                  | -           | -           | -           | 8      | 0      |
| Totale Genoa    | Totale Genoa    | Totale Genoa    | 71         | 31         |                 | 2               | 0               |                    | -                  | -                  |             | -           | -           | 73     | 31     |
| 2015-gen. 2016  | Carpi           | A               | 12         | 4          | CI              | 2               | 1               | -                  | -                  | -                  | -           | -           | -           | 14     | 5      |
| gen.-giu. 2016  | Atalanta        | A               | 15         | 4          | CI              | 0               | 0               | -                  | -                  | -                  | -           | -           | -           | 15     | 4      |
| 2016-2017       | Cagliari        | A               | 36         | 16         | CI              | 2               | 4               | -                  | -                  | -                  | -           | -           | -           | 38     | 20     |
| 2017-2018       | SPAL            | A               | 15         | 1          | CI              | 1               | 0               | -                  | -                  | -                  | -           | -           | -           | 16     | 1      |
| 2018-2019       | Ibiza           | SDB             | 7          | 0          | -               | -               | -               | -                  | -                  | -                  | -           | -           | -           | 7      | 0      |
| Totale carriera | Totale carriera | Totale carriera | 390        | 108        |                 | 33              | 13              |                    | 22                 | 6                  |             | 0           | 0           | 445    | 127    |

### Presenze e reti in nazionale
| Cronologia completa delle presenze e delle reti in nazionale ― Italia | Cronologia completa delle presenze e delle reti in nazionale ― Italia | Cronologia completa delle presenze e delle reti in nazionale ― Italia | Cronologia completa delle presenze e delle reti in nazionale ― Italia | Cronologia completa delle presenze e delle reti in nazionale ― Italia | Cronologia completa delle presenze e delle reti in nazionale ― Italia | Cronologia completa delle presenze e delle reti in nazionale ― Italia | Cronologia completa delle presenze e delle reti in nazionale ― Italia |
| Data                                                                  | Città                                                                 | In casa                                                               | Risultato                                                             | Ospiti                                                                | Competizione                                                          | Reti                                                                  | Note                                                                  |
| --------------------------------------------------------------------- | --------------------------------------------------------------------- | --------------------------------------------------------------------- | --------------------------------------------------------------------- | --------------------------------------------------------------------- | --------------------------------------------------------------------- | --------------------------------------------------------------------- | --------------------------------------------------------------------- |
| 6-2-2008                                                              | Zurigo                                                                | Italia                                                                | 3 – 1                                                                 | Portogallo                                                            | Amichevole                                                            | -                                                                     | 71’                                                                   |
| 26-3-2008                                                             | Elche                                                                 | Spagna                                                                | 1 – 0                                                                 | Italia                                                                | Amichevole                                                            | -                                                                     | 46’                                                                   |
| 30-5-2008                                                             | Firenze                                                               | Italia                                                                | 3 – 1                                                                 | Belgio                                                                | Amichevole                                                            | -                                                                     | 76’                                                                   |
| 3-3-2010                                                              | Monaco                                                                | Italia                                                                | 0 – 0                                                                 | Camerun                                                               | Amichevole                                                            | -                                                                     | 46’                                                                   |
| 10-8-2010                                                             | Londra                                                                | Italia                                                                | 0 – 1                                                                 | Costa d'Avorio                                                        | Amichevole                                                            | -                                                                     | 59’                                                                   |
| 8-10-2010                                                             | Belfast                                                               | Irlanda del Nord                                                      | 0 – 0                                                                 | Italia                                                                | Qual. Euro 2012                                                       | -                                                                     | 74’                                                                   |
| 9-2-2011                                                              | Dortmund                                                              | Germania                                                              | 1 – 1                                                                 | Italia                                                                | Amichevole                                                            | -                                                                     | 46’                                                                   |
| Totale                                                                |                                                                       | Presenze                                                              | 7                                                                     |                                                                       | Reti                                                                  | 0                                                                     |                                                                       |

## Palmarès

### Club

#### Competizioni nazionali
- Campionato italiano: 2

Milan: 2003-2004
Juventus: 2011-2012

#### Competizioni internazionali
- UEFA Champions League: 1

Milan: 2006-2007

### Individuale
- Capocannoniere della Coppa Italia: 1

2016-2017 (4 gol, a pari merito con Pandev e Dybala)